# Noordzee, Texas
Noordzee, Texas és una pel·lícula belga de drama romàntic de 2011 dirigida per Bavo Defurne. Va suposar el seu debut com a director i va coescriure el guió amb Yves Verbraeken, basat en la novel·la Nooit gaat dit over d'André Sollie. La pel·lícula és protagonitzada per Jelle Florizoone, Mathias Vergels i Eva Van Der Gucht. La pel·lícula explica la història de Pim, un noi que s'enamora del seu millor amic, Gino.

## Argument
Finals de la dècada del 1960. Un jove Pim i la seva mare, Yvette, viuen en un poble de la costa de Flandes amb el seu gos, un pinscher miniatura anomenat Mirza. La mare, una divorciada solitària, és una antiga reina de bellesa convertida en cantant de cabaret que toca l'acordió i freqüenta un bar local anomenat Texas. Ella té els seus propis somnis; està cansada de la seva vida monòtona i aspira a deixar-ho tot enrere per explorar el món. Per fugir de l'avorriment, el noi alegra els seus dies dibuixant i somiant amb vides imaginàries, i expressa els seus desitjos recollint en secret objectes que atresora en una caixa de sabates.
Un dia Pim i Yvette assisteixen a una fira itinerant, on coneixen un treballador de la fira anomenat Zoltan. Zoltan és amable amb Pim, i Yvette se n'enamora. L'home lloga una habitació a casa la Yvette de manera intermitent, però més tard deixa de venir a la ciutat. Mentrestant, ella comença a passar temps amb un home anomenat Étienne, que és molt tosc i masculí i a qui Pim menysprea immediatament.
A mesura que passa el temps, Pim desenvolupa una estreta amistat amb Gino, un noi una mica més gran veí seu i que va en moto, i que es converteix en el seu millor amic. A l'alba del seu setzè aniversari, la seva relació pren una altra direcció. Pim s'enamora de Gino; aquest introdueix Pim als plaers de la carn i explora la seva sexualitat amb ell, i els dos van intimant cada vegada més. Tots dos acorden mantenir la seva relació sexual en secret. Mentrestant, la germana de Gino, Sabrina, desenvolupa sentiments per Pim, i Gino comença a veure's amb Françoise, una noia amb qui gairebé passa la nit. Pim, quan veu que Gino li fa un petó a ella, se sent traït i comet un acte vandàlic com a venjança, de manera que es crea una fractura entre els dos amics.
Posteriorment, Sabrina descobreix que Pim és gai, i Yvette trenca amb el maleducat i groller Étienne. Al voltant d'aquesta època, l'enigmàtic Zoltan torna inesperadament. Gino, cada vegada més incòmode per les complicades circumstàncies, comença a distanciar-se de Pim. Per empitjorar la muntanya russa emocional de Pim, aquest va a l'habitació de Zoltan una nit, amb l'esperança de passar la nit amb ell, però descobreix que l'home no és a la seva habitació sinó al passadís fent sexe amb Yvette. Després d'haver desitjat Zoltan per a si mateix durant molt de temps, fins i tot abans d'enamorar-se de Gino, Pim fuig de casa, esgotat. Devastat perquè no pot estar amb Zoltan, torna a casa i descobreix que la seva mare ha marxat amb l'home i li ha deixat una nota. Pim agafa Mirza i s'instal·la amb Sabrina, mentre que Gino viu fora del poble amb Françoise. Marcella, la mare de Gino i Sabrina, adopta Pim com a fill substitut; però la seva salut és fràgil i un temps més tard mor.
Després del funeral de Marcella, es veu a Pim i Sabrina vivint junts, tot i que la disposició de convivència és clarament platònica. Un dia plujós, Gino torna. Després que Pim li digui que la seva germana no és a casa, aquest li diu que havia tornat a casa per ell. Gino agafa suaument Pim i el du contra la paret. Gino li torna un drap que té un significat especial per a tots dos, dient-li que s'hi lligui un nus perquè no l'oblidi mai. A continuació, besa el coll de Pim i els dos s'abracen apassionadament. Pim li diu a Gino que "es quedi", i la pel·lícula acaba amb ells dos abraçant-se, suggerint un final feliç per a la jove parella.

## Repartiment
- Jelle Florizoone com a Pim d'adolescent
- Mathias Vergels com a Gino d'adolescent
- Nina Marie Kortekaas com a Sabrina d'adolescent
- Eva Van Der Gucht com a Yvette Bulteel, mare de Pim
- Katelijne Damen com a Marcella, mare de Gino i de Sabrina
- Luk Wyns com a Étienne, amant d'Yvette
- Thomas Coumans com a Zoltan, amant d'Yvette
- Patricia Goemaere com a Simone
- Ella-June Henrard com a Françoise
- Daniel Sikora com a Maurice
- Victor Zaidi com a Julien
- Ben Van den Heuvel com a Pim de nen
- Nathan Naenen com a Gino de nen
- Noor Ben Taout com a Sabrina de nena

## Producció
Bavo Defurne va estar preparant la pel·lícula durant els dos anys anteriors a la filmació. La pel·lícula va representar el debut d'Anton Mertens com a director de fotografia i d'Yves Verbraeken -que va coescriure el guió amb Defurne- com a productor. El guió està basat en la primera novel·la de l'escriptor i artista visual belga André Sollie, Nooit gaat dit over (2005); el fet que el text fos molt visual i poètic segons Defurne, va ser el que el va captivar.

### Càsting
Defurne, que debutava també com a director d'un llargmetratge, va triar també tres debutants en la interpretació, i va repartir els tres personatges principals entre Jelle Florizoone (Pim), Mathias Vergels (Gino) i Nina Marie Kortekaas (Sabrina). Per al càsting van veure nois d'entre 14 i 24 anys, i Florizoone -que aleshores en tenia 14- va ser l'únic que va resultar realment creïble com a un Pim tant de 14 com de 18 anys. Florizoone va arribar al projecte un mes abans de començar a rodar; provenia del món del ballet, a diferència de Vergels, que havia estudiat en una escola d'interpretació. Un mes després d'haver finalitzat el càsting d'actors va iniciar-se el període d'assajos, que va durar un mes.
El càsting va resultar difícil de dur a terme, ja que diversos nois van abandonar el procés o bé perquè no se sentien preparats per aquest projecte o bé perquè els seus pares no els recolzaven, i també perquè hi va haver pares que no van voler que els seus fills hi participéssin. Als crèdits finals hi ha una nota d'agraïment en suport als nens als quals els seus pares els van prohibir aparèixer a la pel·lícula.

### Filmació
Noordzee, Texas es va filmar en pantalla panoràmica utilitzant una càmera digital Red One; Mertens va oferir, segons la revista Variety, «un paquet artesanal colorit».
El rodatge de la pel·lícula es va fer a la localitat flamenca d'Oostende, a la vora del mar del Nord -Noordzee en neerlandès-, d'on és originari el director. El paisatge és molt important per a l'aspecte de la pel·lícula i l'estat d'ànim que transmet; Oostende esdevé pràcaticament un personatge més, amb plans d'onades, dunes de sorra buides i canyes bufades pel vent, emprades de forma lírica durant tot el llargmetratge. El rodatge va durar 22 dies i es va fer durant l'estiu.
Les localitzacions principals van ser a Zelzate, un antic barri de treballadors que van fer passar pel poble costaner que necessitava la pel·lícula. Van emprar alguns dels habitatges desocupats per a filmar les escenes d'interior, però les habitacions eren molt reduïdes i el rodatge resultaria molt complicat. Dirk Van Rampelberg, el gaffer de la pel·lícula va utilitzar un sistema especial que permetia fer un aparell lleuger i compacte per penjar el llum. En un centre comunitari proper van recrear una de les habitacions com una versió d'estudi un 10% més gran, per a poder eliminar les parets i rodar alguns plans més còmodament que a la ubicació real.
La il·luminació d'interiors va tenir un paper important. Per una banda, a l'hora de donar aquesta sensació de sol a la cinta, ja que aquell estiu va ser una mica humit i gris; per l'altra, ja que gran part de la història té lloc al capvespre, de manera que van haver de bloquejar la llum de dia freda i ambiental i substituir-la per fonts càlides directes, més daurades. Per a les escenes de nit a la platja es va emprar la càmera Red One, que va permetre capturar les expressions facials de Pim.

### Ambientació
La pel·lícula, que està ambientada en un entorn quotidià i comptava amb un pressupost limitat, utilitza els espais reduïts i la llum natural de manera avantatjosa. Els decorats i el vestuari de la dècada del 1970 estilitzats formen part de l'estètica del director; Polaris Magazine va publicar: «Els visuals colorits i la música romàntica fan d'aquesta pel·lícula una experiència visual engrescadora i ofereixen una perspectiva diferent amb la qual explorar el món interior dels personatges. Afegeix la poesia i la ironia que el realisme social tendeix a subestimar». Aquesta estètica, juntament amb els interiors i l'entorn costaner ajuden a dotar la pel·lícula d'un ambient màgic i realista.
En una entrevista amb The Belgian Society of Cinematographers, el director va explicar que van optar per un estil tancat per a l'enquadrament, amb composicions precises, mentre que Kurt Rigolle, l'encarregat del disseny de producció, va utilitzar tant colors vibrants com paper pintat vintage i objectes per tal de plasmar la calidesa de l'estiu en un període a cavall entre les dècades del 1960 i del 1970.
Per al bar solitari a què fa referència el títol de la pel·lícula, es va haver d'emprar una pintura mat per a integrar un bar real en un entorn de platja, atès que aquest tipus de llocs van desaparèixer fa molt de temps. També es va haver de modificar una vista de Nieuwpoort, una ciutat costanera moderna, per a adaptar-la al període de la història.

## Música
La música de la pel·lícula inclou els títols següents:
- Salvatore Adamo: «Tombe la neige» (Salvatore Adamo, O. Santel)
- Émile Waldteufel: «Les Patineurs»
- Rita Deneve: «Dit is de allereerste keer» (M. Scommegna, Gianfranco Reverberi, Sergio Bardotti, L. Saro)
- «Vissers van Capri» (Gerhard Winkler, Ralph Siegel)
- April Stevens: «Teach Me Tiger» (Nino Tempo)
- La Esterella: «Lied van Lima» (Angelo Francesco Lavagnino, S. Silvana, A. Gentile, Ke Riema)
- Tony Corsari & Francis Bay: «De muziekkampioen» (F. Bay, T. Corsari)
- «De groentenman» (Truusje Koopmans)
- «Ochtendgymnastiek» (Arie Snoek, Ab Goubitz)

També incorpora diversos temes instrumentals composts per Adriano Cominotto i un parell de Cominotto amb lletres de Renée Sys: «Wooly Clouds» i «Paper Wings».

## Crítica
La pel·lícula va rebre crítiques positives dels crítics de cinema. L'agregador de ressenyes Rotten Tomatoes va informar que el 83% de 29 crítics professionals havien donat a la pel·lícula una crítica positiva.
Segons el diari belga La Libre Belgique, "el director manté una tensió agredolça al voltant d'aquest nen que es limita al seu món, construït a partir de les il·lusions de la infància, per fugir de la realitat. Escull amb meticulositat i sensibilitat tots els petits gestos i actituds, testimonis dels sentiments de Pim", que dona "Una primera pel·lícula que casa, amb brillantor, lirisme i realisme social".
La revista estatunidenca Variety va elogiar "una història de la majoria d'edat narrada de manera commovedora […]. Captant amb delicadesa l'èxtasi del primer amor i els dolors del desig frustrat".
El lloc italià Every Eye va lloar l'obra de Bavo Defurne que "aconsegueix […] construir una narració amb idees originals i personatges mai vistos", "adoptant un estil de narració precís i decidit, al seu propi ritme". El lloc italià Spietati va concloure: "Dirigint els actors en el seu millor moment, amb un Jelle Florizoone (Pim) simplement magnífic, el cineasta ens ofereix un final valent i prudentment optimista".
El setmanari francès Télérama va remarcar: «Sentim, a cada moment, la tendresa del director per tots aquests solitaris».
La crítica del diari britànic The Guardian va ser una mica més confusa: "La pel·lícula és preciosa, està brillantment interpretada, però és difícil captar quan Pim passa a la deriva en un món de somnis".
Ignatiy Vishnevetsky, del Chicago Sun-Times, en va fer una panoràmica i va comparar la pel·lícula amb els esforços anteriors del director: "Llavors, per què Campfire és captivadora, mentre que Noordzee, Texas és sovint avorrida?" Vishnevetsky va assenyalar que aquest és el primer llargmetratge de Bavo Defurne, qui havia fet curtmetratges des de 1990, i Defurne no aconsegueix desenvolupar els personatges o la història amb el temps addicional.
En canvi, Donald Clarke, de The Irish Times, en va fer una valoració més negativa, titllant la història de ser «tan antiga com el temps». Respecte a l'ambientació, va criticar que les cases estiguéssin «escassament decorades», que els actors anéssin «vestits amb texans de cotó impecable acabats de sortir de la caixa» i es va referir a la barra del bar dient: «està tan ben fregada que us menjaríeu amb molt de gust els vostres moules-frites directament sobre la seva superfície acollidora». Tot i així, va acabar dient: «la pel·lícula té tant bon gust que semblaria estúpid queixar-se».

## Guardons i festivals
A l'edició de 2011 del Festival Internacional de Cinema de Montreal, la pel·lícula va rebre dos premis: el "Silver Zenith per al primer llargmetratge de ficció" i el "Premi Fipresci per a una pel·lícula a la competició de primeres pel·lícules". A finals d'octubre, la pel·lícula es va estrenar al Festival Internacional de Cinema de Roma, on va tenir una càlida acollida i va rebre el Premi Marc'Aurelio Alice nella Città 13 +.
Al gener, la pel·lícula va ser seleccionada per al Festival Internacional de Cinema de Palm Springs, juntament amb altres quatre pel·lícules flamenques. Va ser estrenada als Estats Units per Strand Releasing, després de comprar-ne els drets a Wavelength Pictures. També va ser una de les pel·lícules participants en el Miami Gay & Lesbian Film Festival de 2012.
Noordzee, Texas també es va projectar al London Lesbian and Gay Film Festival i es va estrenar el 6 d'abril de 2012 al Regne Unit. El 2013 es va projectar al Festival Internacional de Cinema LGBT de Tel-Aviv, el TLVFest i al Melbourne Queer Film Festival d'Austràlia.